# 博迪提
博迪提（Boditi 或 Boditu）是埃塞俄比亞南部南方各族州北奧莫地區的小鎮，座標6°58′N 37°52′E / 6.967°N 37.867°E，海拔2,050米。2006年，鎮內有電力供應、電話和郵政服務。 根據埃塞俄比亞中央統計局2005年的人口普查資料，博迪提人口約24,281，其中男性11,702人，女性12,579人。